# Ruben Buriani
Ruben Buriani (Portomaggiore, 7 de fevereiro de 1950) é um ex-futebolista profissional italiano que atuava como meia.

## Carreira
Ruben Buriani representou a Seleção Italiana de Futebol, na Eurocopa de 1980.